# Saba Sazonov
Pour les articles homonymes, voir Sazonov.
Saba Sazonov, né le 1er février 2002 à Saint-Pétersbourg en Russie, est un footballeur international géorgien. Il évolue au poste de défenseur central au Empoli FC, en prêt du Torino FC.

## Biographie

### En club
Né à Saint-Pétersbourg en Russie, Saba Sazonov est formé par le Zénith Saint-Pétersbourg. Il joue son premier match en professionnel le 16 mai 2021, lors d'une rencontre de championnat face au FK Tambov. Il entre en jeu à la place de Magomed Ozdoïev et son équipe l'emporte par cinq buts à un.
Le 9 juillet 2021, Sazonov s'engage en faveur du Dynamo Moscou. Il joue son premier match pour le Dynamo le 16 octobre 2021, lors d'une rencontre de championnat face au Spartak Moscou. Il entre en jeu à la place de Viatcheslav Grouliov et les deux équipes se neutralisent (2-2 score final).
Le 31 août 2023, Saba Sazonov rejoint l'Italie afin de s'engager en faveur du Torino FC.
Sazonov joue son premier match pour le Torino FC le 27 septembre 2023, lors d'une rencontre de championnat face à la Lazio Rome. Il entre en jeu et son équipe s'incline (2-0 score final).
Le 30 août 2024, Saba Sazonov est prêté à l'Empoli FC pour une saison, avec option d'achat.

### En sélection
Né en Russie d'un père russe, et d'une mère géorgienne originaire de Samtredia, Saba Sazonov a la possibilité de représenter ces deux pays. Sazonov décide finalement de représenter le pays de sa mère, la Géorgie.
Sazonov joue son premier match avec l'équipe de Géorgie espoirs le 24 septembre 2022 contre le Portugal. Il est titularisé lors de cette rencontre perdue par son équipe (4-1 score final).
En novembre 2022, Saba Sazonov est convoqué pour la première fois avec l'équipe nationale de Géorgie par le sélectionneur Willy Sagnol. Il honore sa première sélection lors de ce rassemblement, à l'occasion d'un match face au Maroc le 17 novembre 2022. Il entre en jeu à la place de Solomon Kvirkvelia et son équipe s'incline par trois buts à zéro,.

## Palmarès
Zénith Saint-Pétersbourg
- Championnat de Russie (1)
  - Champion : 2020-2021.